# Grafo aresta-transitivo
No campo da matemática da teoria dos grafos, um grafo aresta-transitivo é um grafo G tal que, dadas duas arestas e1 e e2 de G, há um automorfismo de G que mapeia e1 em e2.
Em outras palavras, um grafo é aresta-transitivo, se o seu grupo de automorfismo atua transitivamente em suas arestas.

## Exemplos e propriedades

O grafo Gray é aresta-transitivo e regular, mas não é vértice-transitivo.

Grafos aresta-transitivos incluem qualquer grafo bipartido completo {\displaystyle K_{m,n}}, e qualquer grafo simétrico, como os vértices e as arestas do cubo. Grafos simétricos são também vértice-transitivo (se eles são conectados), mas no geral grafos aresta-transitivos não precisam ser vértice-transitivos. O grafo Gray é um exemplo de um grafo que é aresta-transitivo, mas não vértice-transitivo. Todos estes grafos são bipartidos, e, portanto, podem ser coloridos, com apenas duas cores.
Um grafo aresta-transitivo que também é regular, mas não vértice-transitivo, é chamado semi-simétrico.  O grafo Gray mais uma vez dá um exemplo.